# ツイスト・アンド・シャウト
「ツイスト・アンド・シャウト」（Twist and Shout）は、フィル・メドレーとバート・ラッセルによって書かれた楽曲。1961年にトップ・ノーツによってレコーディングされ、シングル盤として発売されたが、1962年にアイズレー・ブラザーズによってカバーされるまで、本作がチャートインすることはなかった。アイズレー・ブラザーズによるカバー・バージョンは、全英シングルチャートで最高位42位、Billboard Hot 100で最高位17位を記録した。アイズレー・ブラザーズの他にも、ビートルズをはじめとした多数のアーティストによってカバーされている。

## オリジナル・バージョン
アメリカのR&Bボーカル・グループであるトップ・ノーツは、1961年2月23日にアトランティック・スタジオで「ツイスト・アンド・シャウト」のレコーディングを行なった。編曲はテディ・ランダッツォ、プロデュースはフィル・スペクターが手がけた。リード・ボーカルはハワード・ゲイトンで、伴奏はサクソフォーン奏者のキング・カーティス、ギタリストのバッキー・ピザレリ、ドラマーのパナマ・フランシスによるもので、バッキング・ボーカルでクッキーズが参加している。
『オールミュージック』のリッチー・アンターバーガーは、トップ・ノーツによる演奏について「単調でありふれたR&Bのメロディを持ったラテン系のレイブ」と評している。作曲者の1人であるバート・バーンズは、本作のレコーディングとスペクターによるプロデュースに対して不満を持っていた。

## アイズレー・ブラザーズによるカバー
アイズレー・ブラザーズによるカバー・バージョンは、1962年5月にシングル盤として発売され、B面には「スパニッシュ・ツイスト」が収録された。プロデュースは、作曲者であるバーンズ（名義はバート・ラッセル）が手がけた。アイズレー・ブラザーズによるカバー・バージョンは、オリジナルよりもテンポを大幅に遅くしていて、3つの上昇するコードでチャチャを思わせるリズムを刻んでいる。また、ボーカル・パートは大幅に作り変えられ、リード・ボーカルの呼びかけに対して、ハーモニー・ボーカルで応えるというコールアンドレスポンスの形式が採られた。
アイズレー・ブラザーズによるカバー・バージョンは、アメリカのBillboard Hot 100で最高位17位を記録し、バンドで初めて上位20位以内にチャートインしたシングルとなった。また、オリジナルも含めて本作が初めてチャートインした例ともなっている。

### クレジット（アイズレー・ブラザーズ版）
- ロナルド・アイズレー（英語版） - リード・ボーカル
- オケリー・アイズレー（英語版） - バッキング・ボーカル
- ルドルフ・アイズレー（英語版） - バッキング・ボーカル
- キング・カーティス - サクソフォーン
- エリック・ゲイル - ギター
- トレイド・マーティン（英語版） - ギター
- コーネル・デュプリー - ギター
- ポール・グリフィン（英語版） - ピアノ
- チャック・レイニー - ベース
- ゲイリー・チェスター（英語版） - ドラム

### チャート成績（アイズレー・ブラザーズ版）
| チャート (1962年 - 1963年)                | 最高位 |
| ----------------------------------------- | ------ |
| UK シングルス (OCC)                       | 42     |
| US Billboard Hot 100                      | 17     |
| US Hot Rhythm & Blues Singles (Billboard) | 17     |
| US Cash Box Top 100                       | 7      |
| US Cash Box Rhythm & Blues Singles        | 3      |

## ビートルズによるカバー
ビートルズによるカバー・バージョンは、アイズレー・ブラザーズによるカバー・バージョンに基づき、リード・ボーカルはジョン・レノンが務めた。1963年に発売した1作目のイギリス盤公式オリジナル・アルバム『プリーズ・プリーズ・ミー』に収録された。
1963年2月11日にEMIレコーディング・スタジオで行われた録音のレコーディング・エンジニアはノーマン・スミスが担当した。アルバム『プリーズ・プリーズ・ミー』の録音に向けて、同日午前10時から約3時間のセッションを3回繰り返し、10時間弱でシングルで既に発表されていた4曲を除く10曲を録音するという計画が立てられた。当日風邪をひいていたレノンは、牛乳と咳止めドロップを飲んで録音に臨んだ。2テイク録音されたうちのテイク1が採用されたが、これはテイク2の録音中にレノンの声が出なくなったためである。
1976年、レノンは本作の録音について「死にそうだった。ずっと歌いっぱなしで、もういつもの声じゃなかった。紙やすりのようにザラザラで、情けない気分になった…。だってもっと上手に歌えたんだから。でも今は平気。この曲を聴くと僕が全力を尽くしていたのがわかると思う」と語っている。

### 発売
ビートルズによるカバー・バージョンは、アメリカで1964年3月2日にトリー・レコードよりB面に「ゼアズ・ア・プレイス」を収録したシングル盤として発売され、1964年4月4日付のBillboard Hot 100より4週連続で第2位を記録した。アメリカで唯一ミリオンセラーとなったビートルズのカバー曲で、全国レコードチャートで唯一トップ10入りしたビートルズのカバー曲となっている。その後、ヴィージェイ・レコードから発売された『Introducing ... The Beatles』やキャピトル・レコードから発売された『ジ・アーリー・ビートルズ』に収録された。なお、日本でも1964年4月25日臨発としてシングル盤が発売されたが、B面には「ロール・オーバー・ベートーヴェン」が収録された。
イギリスでは『プリーズ・プリーズ・ミー』に収録された後、4曲入りのEPとしてリカットされた。このEPは全英シングルチャートで第1位を獲得した。ビートルズ解散後の1976年6月25日に発売されたシングル盤『バック・イン・ザ・U.S.S.R.』のB面にも収録された。カナダでは1964年2月3日に発売された同国での2作目のオリジナル・アルバムの表題曲として収録された。
2007年に全英シングルチャートの判定基準が改訂され、ダウンロード販売された楽曲もチャートに登場するようになった。2010年にiTunes Storeにおいてビートルズの全楽曲がダウンロードできるようになると、本作を含めたビートルズの数曲が到達を果たし、中でも本作は最高位48位を記録した。
本作はビートルズの解散後に発売された『ロックン・ロール・ミュージック』、『リヴァプールより愛を込めて ザ・ビートルズ・ボックス』などのコンピレーション・アルバムや『イマジン (オリジナル・サウンドトラック)』に収録された。

### 演奏
本作は、1963年10月にロンドン・パレイディアム劇場で開催された『Sunday Night』や1963年11月4日に行なわれた王室主催の音楽演奏会『ロイヤル・バラエティー・パフォーマンス』で演奏され、1964年2月に『エド・サリヴァン・ショー』に出演した際にも演奏されたほか、1964年夏の全米ツアーから1965年の全米ツアーまで、オープニング・ナンバーとして本作の短縮バージョンが演奏された。
1977年に発売された『ザ・ビートルズ・スーパー・ライヴ!』には1965年8月30日のハリウッド・ボウル公演での音源、1995年に発売された『ザ・ビートルズ・アンソロジー1』には『ロイヤル・バラエティー・パフォーマンス』での音源が収録された。

### クレジット（ビートルズ版）
※出典
- ジョン・レノン - リード・ボーカル、リズムギター
- ポール・マッカートニー - ベース、バッキング・ボーカル
- ジョージ・ハリスン - リードギター、バッキング・ボーカル
- リンゴ・スター - ドラム

### チャート成績（ビートルズ版）
| チャート (1963年 - 1964年)             | 最高位 |
| -------------------------------------- | ------ |
| オーストラリア (Kent Music Report)     | 5      |
| ベルギー (Ultratop 50 Wallonia)        | 38     |
| オランダ (Single Top 100)              | 9      |
| ニュージーランド (Lever Hit Parade)    | 1      |
| ノルウェー (VG-lista)                  | 7      |
| スウェーデン (Kvällstoppen Chart)      | 2      |
| US Billboard Hot 100                   | 2      |
| US Cash Box Top 100                    | 1      |
| 西ドイツ (Media Control Singles Chart) | 10     |

| チャート (1986年)             | 最高位 |
| ----------------------------- | ------ |
| カナダ トップシングルス (RPM) | 16     |
| US Billboard Hot 100          | 23     |

| チャート (2010年)   | 最高位 |
| ------------------- | ------ |
| UK シングルス (OCC) | 48     |

| チャート (1964年)                           | 最高位 |
| ------------------------------------------- | ------ |
| 日本 (ミュージック・マンスリー洋楽チャート) | 8      |

### 認定（ビートルズ版）
| 国/地域                                                       | 認定     | 認定/売上数 |
| ------------------------------------------------------------- | -------- | ----------- |
| イタリア (FIMI)                                               | Gold     | 25,000      |
| イギリス (BPI)                                                | Gold     | 400,000     |
| アメリカ合衆国 (RIAA)                                         | Platinum | 1,000,000   |
| ^ 認定のみに基づく出荷枚数 · 認定のみに基づく売上数と再生回数 |          |             |

## ソルト・ン・ペパによるカバー
ソルト・ン・ペパは、1988年に発売したアルバム『A Salt with a Deadly Pepa』で「ツイスト・アンド・シャウト」をカバーした。。後にシングル・カットされ、全英シングルチャートで最高位4位を記録し、オランダのシングル・トップ100では最高位5位を記録した。

### チャート成績（ソルト・ン・ペパ版）
| チャート (1988年 - 1989年)           | 最高位 |
| ------------------------------------ | ------ |
| ベルギー (Ultratop 50 Flanders)      | 11     |
| ドイツ (GfK Entertainment charts)    | 37     |
| アイルランド (IRMA)                  | 18     |
| オランダ (Dutch Top 40)              | 5      |
| オランダ (Single Top 100)            | 5      |
| スペイン (AFYVE)                     | 5      |
| UK シングルス (OCC)                  | 4      |
| US Hot R&B/Hip-Hop Songs (Billboard) | 45     |
| US Hot Rap Songs (Billboard)         | 18     |

| チャート (1988年 - 1989年) | 順位 |
| -------------------------- | ---- |
| オランダ (Single Top 100)  | 91   |

## チャカ・デマス&プライヤーズによるカバー
チャカ・デマス&プライヤーズは、ゲスト・ミュージシャンとしてジャック・ラディックスとタクシー・ギャングを迎えて「ツイスト・アンド・シャウト」のカバー・バージョンを録音した。このカバー・バージョンは、1993年に発売されたチャカ・デマス&プライヤーズのアルバム『ティーズ・ミー』に収録された。1993年12月6日にシングル・カットされ、全英シングルチャートで第1位を獲得した。

### 評価（チャカ・デマス&プライヤーズ版）
『オールミュージック』のリック・アンダーソンは、チャカ・デマス&プライヤーズによるカバー・バージョンについて「楽しいノベルティ」と評している。
『ビルボード』誌に寄稿したラリー・フリックは、「誰がこのビートルズのエバーグリーンを、レゲエの復興のための素材になると考えただろうか？その素質はあり、リスナーが想像するよりもはるかにうまく機能している」とし、「ジャック・ラディックスとタクシー・ギャングの力を借りて、チャカ・デマス&プライヤーズは、おなじみの歌詞をしゃべったり、乾杯したりしながら、速くて陽気なアイランド・グルーヴをふざけた調子で跳ね回っている。先見の明のあるプログラマーは、これでフレッシュで涼しいそよ風のようにプレイリスト上を流れることに気づくだろう」評している。

### チャート成績（チャカ・デマス&プライヤーズ版）
| チャート (1993年 - 1994年)              | 最高位 |
| --------------------------------------- | ------ |
| オーストラリア (ARIA)                   | 13     |
| オーストリア (Ö3 Austria Top 40)        | 12     |
| ベルギー (Ultratop 50 Flanders)         | 7      |
| カナダ トップシングルス (RPM)           | 37     |
| カナダ ダンス/アーバン (RPM)            | 4      |
| デンマーク (IFPI)                       | 4      |
| ヨーロッパ (Eurochart Hot 100)          | 7      |
| フランス (SNEP)                         | 23     |
| ドイツ (GfK Entertainment charts)       | 32     |
| アイスランド (Íslenski Listinn Topp 40) | 12     |
| アイルランド (IRMA)                     | 3      |
| オランダ (Single Top 100)               | 8      |
| ニュージーランド (Recorded Music NZ)    | 91     |
| スイス (Schweizer Hitparade)            | 17     |
| UK シングルス (OCC)                     | 1      |

| チャート (1993年)                    | 順位 |
| ------------------------------------ | ---- |
| UK Singles (Official Charts Company) | 31   |

| チャート (1994年)                    | 順位 |
| ------------------------------------ | ---- |
| オーストラリア (ARIA)                | 76   |
| ベルギー (Ultratop)                  | 81   |
| Canada Dance/Urban (RPM)             | 43   |
| ヨーロッパ (Eurochart Hot 100)       | 48   |
| オランダ (Single Top 100)            | 94   |
| ニュージーランド (Recorded Music NZ) | 26   |

### 認定（チャカ・デマス&プライヤーズ版）
| 国/地域                                             | 認定 | 認定/売上数 |
| --------------------------------------------------- | ---- | ----------- |
| オーストラリア (ARIA)                               | Gold | 35,000^     |
| ニュージーランド (RMNZ)                             | Gold | 5,000*      |
| イギリス (BPI)                                      | Gold | 400,000^    |
| * 認定のみに基づく売上数 ^ 認定のみに基づく出荷枚数 |      |             |

## その他のアーティストによるカバー
- ブッカー・T&ザ・MG's - 1962年に発売されたアルバム『Green Onions』に収録[73]。
- ブライアン・プール&ザ・トレメローズ - 1963年にシングル盤として発売。全英シングルチャートで3週連続で第4位を記録した[74]。
- ザ・フー - ライブではたびたび演奏していた。1970年に開催された第3回ワイト島音楽祭ではロジャー・ダルトリーのボーカルで演奏、1982年のラストツアーではジョン・エントウィッスルのボーカルで演奏している。
- 東京ビートルズ - 1964年7月にシングル盤として発売された。
- シャングリラス - 1964年にシングル盤『がっちりキスしよう』のB面曲として発売された[75]。
- 内田裕也・尾藤イサオ - 1964年に発売されたアルバム『ロック・サーフィン・ホット・ロッド』に収録。内田はこの曲の歌い出し「Shake it up baby（シェキナベイベー）」をお決まりのフレーズとして使っていて、2014年には秋元康作詞のシングル『シェキナベイベー』が発売された。
- バック・オーウェンズ - 1966年に発売されたアルバム『The Carnegie Hall Concert』に収録[76]。
- ママス&パパス - 1967年に発売されたアルバム『The Mamas & The Papas Deliver』に収録[77]。
- つんく♂ - 2000年に発売されたNHK-BSでの企画によるビートルズのカバー・アルバム『A HARD DAY'S NIGHT つんくが完コピーやっちゃったヤァ!ヤァ!ヤァ! Vol.1』に収録[78]。
- ザ・ヴァンプス - 2014年に発売されたシングル『Wild Heart（英語版）』（デジタル・ダウンロード版）に収録[79]。